# Білий квиток
Білий квиток — обліково-військовий документ (квиток), що видавався позбавленцям: вони перебували на особливому військовому обліку з призовом не в бойові частини РККА, а в тилове ополчення. На відміну від звичайних військових квитків червоного кольору, ці квитки були білими.

## Ідіома
«Білий квиток» — надалі стало розмовним позначенням (ідіомою) військового квитка для тих, хто не придатний до військової служби за станом здоров'я та/або через інші причини не служив в армії, або іншого документа, що дає право на звільнення від військової служби. Сам військовий квиток при цьому звичайний: червоного (в СРСР) або зеленого (в Україні) кольору.
За всіх категорій придатності до військової служби, крім «Д», громадянин зобов'язаний дотримуватися правил військового обліку. Категорія «Д» звільняє від військового обов'язку та призову зокрема.

### Надання
Щоб отримати «білий квиток», дані медичного обстеження (призовної комісії) повинні бути затверджені військово-лікарською комісією України або інших країн.

### Категорії
- «В» (обмежено придатний — у мирний час не призивається, перебуває на військовому обліку[1]) — наявність певних захворювань, виявлених військово-лікарською комісією та підтверджених при подальшому обстеженні;
- «Г» (тимчасово не придатний — відстрочка від призову на 6-12 місяців[1]) — стан після гострих загострень хронічних захворювань, травм, хірургічного лікування за наявності тимчасових функціональних розладів; вперше виявлена недостатність харчування або недостатній фізичний розвиток;
- «Д» (не придатний — звільнення від призову і військового обов'язку назавжди[1]) — важкий туберкульоз у відкритій формі, ВІЛ, третинний сифіліс, злоякісні пухлини, важкий цукровий діабет, шизофренія, біполярний розлад вираженої дебільності), епілепсія з частими нападами, короткозорість більше  -0,1, далекозорість більше -0,3, сліпота на обидва ока або відсутність очей, глухота на обидва вуха, глухонімота, пошкодження аорти, важкі форми бронхіальної астми кінцівок, відсутність нирок і ниркова недостатність, ожиріння 4-го ступеня та багато інших важких форм захворювань[4].